# WAV
WAV (případně WAVE) je zkratka a přípona pro zvukový formát Waveform audio file format, který vytvořily firmy IBM a Microsoft pro ukládání zvuku na PC. Jedná se o RIFF kontejner, který obvykle obsahuje nekomprimovaný jedno- nebo vícekanálový zvuk kódovaný pomocí pulzně kódové modulace s lineárním kvantováním (LPCM), často shodný se záznamem na audio CD.

## Popis
WAV je speciální varianta obecnějšího formátu RIFF, čímž se podobá formátu 8SVX počítače Amiga a formátu AIFF používaného na počítačích Macintosh.
Formát RIFF slouží jako kontejner a umožňuje ukládat do souboru WAV zvuk v různých formátech, z nichž nejobvyklejší je nekomprimovaná lineární Pulzně kódová modulace (LPCM). Lze využít i různé komprimované formáty, například GSM kompresi, ADPCM, µ-Law či MP3, v naprosté většině případů však soubory WAV obsahují nekomprimovaná LPCM data.
Protože LPCM je bezeztrátový formát, jehož zpracování je snadné a výpočetně nenáročné, používá se nejčastěji WAV jako pracovní formát při zpracování zvuku, jako výchozí formát před další konverzí či pro archivaci či přenos zvukových dat v nejvyšší kvalitě. Díky všeobecnému rozšíření a jednoduché vnitřní struktuře je často formát WAV používán pro přenos zvukových dat mezi různými systémy.
Původní podoba formátu WAV byla s příchodem operačního systému Windows 2000 rozšířena, což umožnilo ukládat vícekanálový zvuk.
Pro ukládání zvukových záznamů se dnes častěji používají komprimované soubory, protože zabírají méně místa. Nejčastěji používané ztrátové formáty jsou MP3, Vorbis Ogg, WMA a AAC. Pokud je potřeba bezeztrátový záznam, je lepší než WAV použít FLAC, Shorten, Monkey's Audio, ATRAC Advanced Lossless, Apple Lossless, WMA Lossless, TTA, nebo WavPack. Nekomprimovaný formát WAV je vhodný pro střih a složitější úpravy zvuku (viz např. Audacity).

## Příklad formátu WAVE-PCM
RIFF hlavička (12 bytů):
| Offset   | Typ      | Délka (v bytech) | Obsah                  |
| -------- | -------- | ---------------- | ---------------------- |
| 0 (0x00) | char     | 4                | 'RIFF'                 |
| 4 (0x04) | unsigned | 4                | <velikost souboru> − 8 |
| 8 (0x08) | char     | 4                | 'WAVE'                 |

Sekce fmt (24 bytů) popisuje formát vzorků:
| Offset    | Délka | Obsah          | Popis                                                                                          |
| --------- | ----- | -------------- | ---------------------------------------------------------------------------------------------- |
| 12 (0x0C) | 4     | 'fmt '         | signatura hlavičky (čtvrtý znak je mezera)                                                     |
| 16 (0x10) | 4     | <fmt length>   | Délka zbytku fmt hlavičky (16 bytů)                                                            |
| 20 (0x14) | 2     | <format tag>   | Formát obsahu (viz tabulka níže)                                                               |
| 22 (0x16) | 2     | <channels>     | Počet kanálů: 1 = mono, 2 = stereo; mohou být i více než 2 kanály (např. pro prostorový zvuk). |
| 24 (0x18) | 4     | <sample rate>  | Vzorků/sec v jednom kanálu (např. 44100)                                                       |
| 28 (0x1C) | 4     | <bytes/second> | vzorků/sec · velikost rámce                                                                    |
| 32 (0x20) | 2     | <block align>  | Velikost rámce = <Počet kanálů> · ((<bitů/vzorek (v 1 kanálu)> + 7) / 8) (celočíselné dělení)  |
| 34 (0x22) | 2     | <bits/sample>  | Počet datových bitů ve vzorku v 1 kanálu (např. 16)                                            |

Datová sekce obsahuje vzorky:
| Offset    | Délka         | Obsah        | Popis                                              |
| --------- | ------------- | ------------ | -------------------------------------------------- |
| 36 (0x24) | 4             | 'data'       | signatura hlavičky                                 |
| 40 (0x28) | 4             | <length>     | délka datového bloku, max. <velikost souboru> − 44 |
| 44 (0x2C) | <block align> | první vzorek | první vzorek                                       |
|           | <block align> | druhý vzorek | druhý vzorek                                       |
|           | …             | …            | …                                                  |

## Hodnoty pole formát
| ID     | Význam              |
| ------ | ------------------- |
| 0x0001 | PCM                 |
| 0x0002 | MS ADPCM            |
| 0x0003 | IEEE FLOAT          |
| 0x0005 | IBM CVSD            |
| 0x0006 | A-law               |
| 0x0007 | μ-law               |
| 0x0010 | OKI ADPCM           |
| 0x0011 | DVI/IMA ADPCM       |
| 0x0012 | MEDIASPACE ADPCM    |
| 0x0013 | SIERRA ADPCM        |
| 0x0014 | G723 ADPCM          |
| 0x0015 | DIGISTD             |
| 0x0016 | DIGIFIX             |
| 0x0017 | DIALOGIC OKI ADPCM  |
| 0x0020 | YAMAHA ADPCM        |
| 0x0021 | SONARC              |
| 0x0022 | DSPGROUP TRUESPEECH |
| 0x0023 | ECHOSC1             |
| 0x0024 | AUDIOFILE AF36      |
| 0x0025 | APTX                |
| 0x0026 | AUDIOFILE AF10      |
| 0x0030 | DOLBY AC2           |

| ID     | Význam                    |
| ------ | ------------------------- |
| 0x0031 | GSM610                    |
| 0x0033 | ANTEX ADPCME              |
| 0x0034 | CONTROL RES VQLPC         |
| 0x0035 | CONTROL RES VQLPC         |
| 0x0036 | DIGIADPCM                 |
| 0x0037 | CONTROL RES CR10          |
| 0x0038 | NMS VBXADPCM              |
| 0x0039 | CS IMAADPCM (Roland RDAC) |
| 0x0040 | G721 ADPCM                |
| 0x0050 | MPEG-1 Layer I, II        |
| 0x0055 | MPEG-1 Layer III (MP3)    |
| 0x0069 | Xbox ADPCM                |
| 0x0200 | CREATIVE ADPCM            |
| 0x0202 | CREATIVE FASTSPEECH8      |
| 0x0203 | CREATIVE FASTSPEECH10     |
| 0x0300 | FM TOWNS SND              |
| 0x1000 | OLIGSM                    |
| 0x1001 | OLIADPCM                  |
| 0x1002 | OLICELP                   |
| 0x1003 | OLISBC                    |
| 0x1004 | OLIOPR                    |

## Maximální délka
WAV (RIFF) formát využívá 32bitové hodnoty délky bloků dat nebo délky souboru, proto je velikost souboru omezena na 4 GB, což odpovídá asi 6.6 hodinám stereofonního záznamu v CD kvalitě.
Po přechodu společnosti Sonic Foundry Desktop Software na Sony Pictures Digital byl použit formát Sony Pictures Digital Wave 64 nebo Wave64; je poskytována bez licenčních poplatků. Přípona souboru je .w64. Vnitřní struktura je úmyslně založena na konvenčním WAVE, aby se zjednodušila implementace softwaru. Použitím 64bitových polí dosahuje výše uvedená modifikace maximální hrací čas více než 3 miliony let.